# 熱血テレビ
『熱血テレビ』（ねっけつテレビ）は、山口放送（KRY）で1999年4月5日から2024年3月28日まで平日夕方に生放送されていたローカル情報番組（帯番組）。
本項目では、2024年4月6日から2025年3月22日まで土曜昼に放送されていた『熱血テレビサタデー』についても述べる。

## 概要
向田好美をメインキャスターに据えてスタートした『いきいきやまぐち455』、その後継ぎとなるメインキャスター・勝津正男の『情報一番!カツ躍ワイド』に続く自社制作夕方ワイド番組の第3弾として1999年4月5日に放送開始した長寿番組である。『朝は採れ生パパラジオ』や『Swing Saturday ねぎって行こう!』などといったラジオ番組をメインに活動し、テレビでは『KRYテレビ夕刊』で長らくキャスターを担当していた井上雪彦を総合司会に据え、『井上雪彦の熱血テレビ』（いのうえゆきひこのねっけつテレビ）という冠番組としてスタートした。井上がメインキャスターの時代は地元出身の山本譲二や原田大二郎が生出演する機会もあった。
日替わりの特集コーナー「熱血特集」、料理アドバイザーによる料理紹介コーナー「今夜のもう一品」、視聴者参加型コーナー「パネルクイズ!答えはドッチ!?」（視聴者が3問の二択クイズに答え、最後にメインキャスターが大きなサイコロを振った出目を当てると賞金が倍額になる）などで構成される。
『井上雪彦の熱血テレビ』が放送されていたころ、山口朝日放送（yab）で開局来『5時からワイド』を放送していたが、『とれたてテレビYAB』で模様替えしたのち、2002年3月に終了し、夕方ワイドから撤退した。
例年12月23日頃になるとその年の総集編として、放送枠を拡大した『熱血テレビ 年末スペシャル』を放送しており、これをもって年内の放送を終了する。番組後半には「クリスマスイルミネーション中継」に参加している（後述）。当初は放送時間の拡大などもあったが、『news every.』のネットを始めた頃からは通常枠にて対応となっている。新年は1月4日頃から開始。ただし、スタジオ改修が絡んだ2022年は12月16日に年内の放送を終えた。
2006年8月12日、番組の顔だった井上が急逝。遺族の希望もあり、葬儀・告別式後の8月14日の放送で井上の死を公表、“井上さんらしく笑って送る”追悼企画が放送され、最後の日のサイコロを振るシーンが放送され、番組最後には60歳の誕生日の日にケーキの蝋燭を消す姿と、60歳の挨拶が放送され「ご冥福をお祈りします」のテロップが出された。その後、レギュラー陣による日替わりキャスターを経て同年9月から高橋裕がメインキャスターを務め、番組名も『熱血テレビ』に改められた。
2011年年度および2014年度以降、『news every.』第1部（現：月 - 木曜日第2部・金曜日第1部）から続けて放送される体制となっている。
2021年に成田が3代目男性総合司会に就任した際にロゴを変更。山口県出身のイラストレーターりおたが手掛けたもので、番組のコーナーで使用され、視聴者にもなじまれた「サイコロ」などが描かれている。番組全体のテーマは「地域応援」。前述通り、24年間同じスタジオ・サブを使用してきたが、双方を大幅改修するため2022年12月16日をもって年内の放送を終え、2023年1月4日より、新スタジオ・新サブでの放送を開始。

## 土曜日へ移動、そしてシリーズの終焉
2024年3月28日、平日夕方の帯番組としての放送を終了。同年4月6日より毎週土曜日昼（11:55 - 13:00）の番組に大幅リニューアルし、番組タイトルも『熱血テレビサタデー』と変更となった。なお、平日夕方は『news every.』1部と『KRYニュースライブ』の放送枠を含めた大型報道番組『kry news every.』（15:48 - 19:00）となった。
2025年3月1日、同年3月22日の放送をもって『熱血テレビサタデー』を終了することが発表された。これにより、平日放送時代から始まった『熱血テレビ』シリーズは26年の歴史に幕を降ろした。

## 放送時間の変遷
| 期間      | 期間      | 放送時間              | 放送時間              | 放送時間              | 備考                                                                                                  |
| 期間      | 期間      | 月曜 - 木曜           | 金曜                  | 土曜                  | 備考                                                                                                  |
| --------- | --------- | --------------------- | --------------------- | --------------------- | --- |
| 1999.4.5  | 2000.12   | 16:55 - 17:55（60分） | 16:55 - 17:55（60分） | （放送なし）          | |
| 2001.1    | 2002.6.28 | 16:54 - 17:54（60分） | 16:54 - 17:54（60分） | （放送なし）          | |
| 2002.7.1  | 2004.3.26 | 16:54 - 17:53（59分） | 16:54 - 17:53（59分） | （放送なし）          | |
| 2004.3.29 | 2006.3.31 | 16:54 - 17:50（56分） | 16:54 - 17:50（56分） | （放送なし）          | |
| 2006.4.0  | 2008.9.26 | 16:53 - 17:50（57分） | 16:53 - 17:50（57分） | （放送なし）          | |
| 2008.9.29 | 2010.3.28 | 16:50 - 17:50（60分） | 16:50 - 17:50（60分） | （放送なし）          | 前座のバラエティ枠を5分繰り上げ。                                                                     |
| 2010.3.29 | 2011.3.31 | 16:45 - 17:50（65分） | 16:45 - 17:50（65分） | （放送なし）          | 15:50の『KRYニュース』は廃止                                                                          |
| 2011.4.1  | 2011.9.30 | 16:20 - 17:50（90分） | 16:20 - 17:50（90分） | （放送なし）          | 『news every.・第1部（現：第2部）』の冒頭部分ネット開始                                               |
| 2011.10.3 | 2012.3.30 | 16:20 - 17:53（93分） | 16:20 - 17:53（93分） | （放送なし）          | |
| 2012.4.2  | 2014.3.28 | 16:45 - 17:53（68分） | 16:45 - 17:53（68分） | （放送なし）          | 『news every.・第1部（現：第2部』の冒頭部分ネット廃止                                                 |
| 2014.3.31 | 2016.3.31 | 16:53 - 17:53（60分） | 16:45 - 17:53（68分） | （放送なし）          | 月 - 木で『news every.・第1部』のネット開始                                                           |
| 2016.4.1  | 2017.3.31 | 16:53 - 17:53（60分） | 16:53 - 17:53（60分） | （放送なし）          | 日本テレビで3部制に移行した『news every.・第1部』のネットを金曜日でも開始し、全曜日の放送時間を統一。 |
| 2017.4.3  | 2024.3.28 | 16:50 - 17:53（63分） | 16:50 - 17:53（63分） | （放送なし）          | 『news every.・第1部』の放送時間の3分縮小で当番組の時間が拡大。                                       |
| 2024.4.6  | 2025.3.22 | （放送なし）          | （放送なし）          | 11:55 - 13:00（65分） | 『熱血テレビサタデー』改題に伴う放送枠の移動後                                                        |

## 出演者

### 司会者
| 期間               | 期間       | 男性         | 女性       |
| 熱血テレビ         | 熱血テレビ | 熱血テレビ   | 熱血テレビ |
| ------------------ | ---------- | ------------ | ---------- |
| 1999.4.5           | 2001.3.30  | 井上雪彦     | 瀬川よしみ |
| 2001.4.2           | 2003.3.28  | 井上雪彦     | 山東美穂   |
| 2003.3.31          | 2005.9.30  | 井上雪彦     | 村瀬ひとみ |
| 2005.10.3          | 2006.8.11  | 井上雪彦     | 脇田美代   |
| 2006.8.14          | 2006.9.1   | （日替わり） | 脇田美代   |
| 2006.9.4           | 2011.9.29  | 高橋裕       | 脇田美代   |
| 2011.10.3          | 2015.7.31  | 高橋裕       | 小野口奈々 |
| 2015.8.3           | 2019.3.29  | 高橋裕       | 高松綾香   |
| 2019.4.1           | 2021.3.19  | 高橋裕       | 深澤朝香   |
| 2021.3.29          | 2022.3.25  | 成田弘毅     | 深澤朝香   |
| 2022.3.28          | 2024.3.28  | 成田弘毅     | 上田奈央   |
| 熱血テレビサタデー |            |              |            |
| 2024.4.6           | 2025.3.22  | 高橋裕       | 梅﨑さくら |

### 熱血リポーター
熱血テレビ（終了時点）
- 原田かおり
- 鎌田友里（2010年 - 2011年3月、2021年1月 - ）
- 武藤ひさこ（2021年1月 - )
- ぶるぼん（吉本興業所属）
- 中村衣里
- 國本泰功
- 榎本まさひろ（2021年4月 - ）
- 小林愛子（2023年4月 - ）

熱血テレビサタデー（終了時点）
- 成田弘毅
- 田中泰平
- 畑中里咲
- 山田怜司
- 上田奈央
- 野口緒美（2024年6月22日 - ）
- 小林愛子

### 過去のリポーター
- 福谷貞夫（2011年7月退社）
- 荒石由紀恵（1998年3月退社。2000年にフリーアナウンサーとして復帰。2011年まで出演していた。）
- 高橋良（『スクープアップやまぐち』への移動のために卒業）
- 瀬川よしみ
- 大河原あゆみ（2013年10月退社）
- 庄野数馬
- 長井紀幸（『KRYさわやかモーニング』への移動のために卒業、2017年10月退社）
- 成田弘毅（『KRYさわやかモーニング』への移動のために卒業）
- 八木美佐子（『KRYさわやかモーニング』への移動のために卒業）
- 丹黑香奈子（2019年3月退社）
- 竹重雅則
- 山本博子
- 塚田文（2019年4月 - 9月）
- 力石舜久
- 今井香里（2019年 - 2020年）
- 藤澤達弥（『KRYさわやかモーニング』への移動のために卒業）
- 河野康子（『KRYニュースライブ』への移動に伴い卒業）
- 瀧野由美子 （STU48）

### 熱血料理アドバイザー
（2019年4月現在）
- 月曜：磯村和子
- 火曜：田中康隆
- 水曜：西川満希子
- 木曜：竹重嘉亮
- 金曜：中浜良太郎

### その他
- ニュースコーナー：
  - 初代：中谷隆宏（開始 - 2011年3月、全国ニュースの後のローカルニュース枠メインキャスター）
  - 2代目：高橋良（2011年4月 - 2015年3月、現在のローカルニュース枠メインキャスター）
  - 3代目：徳田琴美（2015年4月 - 2019年3月29日、ローカルニュース枠メインキャスター）
  - 4代目：高松綾香（2019年4月1日 - 2023年3月31日、ローカルニュース枠メインキャスター）
  - 5代目 ：高橋良（2023年4月 - 2024年3月28日 、現在のローカルニュース枠メインキャスター）
- お天気コーナー：
  - 月曜 - 木曜：山本昇治（気象予報士）
  - 金曜：中原一徹 （気象予報士）
- サブキャスター
  - 國本泰功

### ブロードキャストの山口県わらしべ行脚
ブロードキャストの2人が山口県内を巡り歩いて物々交換をするコーナーで、最終目標は「車」に変えること。最終目標を達成したため、コーナーは終了となった。
ブロードキャスト
- 吉村憲二（吉本興業所属、ボケ担当）
- 房野史典（吉本興業所属、ツッコミ担当）

### STU48のぶち山口!みーつけた
2019年よりレギュラー放送。STU48のメンバー（基本2人）が山口県内を巡りレポート。月替りでレポーターとしてメンバーがスタジオに出演する。

### 『もうすぐ』→『先出し』
2014年3月31日に『news every.』の第1部をネット開始してから放送している差し替え番組で内容は山口県内の天気と当日の『熱血テレビ』の予告。いずれも差し替えポイントは16:03頃に放送される天気予報コーナーである。
2018年9月28日までは、「木原さんのおかえり天気」→「木原さんのせいかつ天気」を差し替えて『もうすぐ熱血テレビ』。2018年10月1日以降は「くわしくッ･天気」を差し替えて『先出し熱血テレビ』としている。
『every.』の天気はあくまで関東ローカル前提であり、関東と全国の天気が一体となっているが、番組構成上差し替えが不可能な「ワンポイント天気」はそのまま流れる。

## クリスマスイルミネーション中継
毎年クリスマスの頃に日本テレビ系列の放送局が各地のクリスマスイルミネーションを中継でリレーするもので、KRYはこの『熱血テレビ』で参加している。2004年度には次の順に全国11局が結ばれた。
札幌市（札幌テレビ）→仙台市（ミヤギテレビ）→郡山市（福島中央テレビ）→甲府市（山梨放送）→静岡市（静岡第一テレビ）→金沢市（テレビ金沢）→呉市（広島テレビ）→周南市（山口放送）→鳥栖市（福岡放送）→熊本市（くまもと県民テレビ）→長岡市（テレビ新潟）
2006年度の順序は以下のとおり。
安曇野市（テレビ信州・幹事局）→札幌市（札幌テレビ）→北上市（テレビ岩手）→仙台市（ミヤギテレビ）→鶴岡市（山形放送）→いわき市（福島中央テレビ）→新潟市（テレビ新潟）→静岡市（静岡第一テレビ）→三次市（広島テレビ）→西条市（南海放送）→周南市（山口放送）→福岡市（福岡放送）→阿蘇市（くまもと県民テレビ）→安曇野市（テレビ信州）

## 補足
- KRYラジオの昼ワイド『お昼はZENKAI ラヂオな時間』の15時台でこの『熱血テレビ』の番組内容を紹介している。
- 2001年ごろからは17:08頃に『NNNニュースプラス1・ごご5時ニッポン』を放送していた。この時は、KRYの若手アナウンサーで『熱血テレビ』『プラス1やまぐち』『ひるらじ』に出演しないアナウンサーが当時の徳山市内から中継した。
- 1999年から2013年まで、『24時間テレビ「愛は地球を救う」』の長時間ローカル枠では当番組をベースにした『24時間熱血スペシャル』を制作し、日曜日の昼枠・夕方枠にて放送されたほか、当番組の司会者がKRYのチャリティパーソナリティを兼任した。
- 2024年9月28日放送の番組内で「ハタハタのアヒージョ」をVTRにて紹介したが、スタジオで出演者が試食したのは同じ会社が製造している別商品の「ノドグロのアヒージョ」だったとして、同年10月5日放送分にて謝罪した[6]。

放送時間の変更、休止など
以下のように国内で大きな地震が発生、ないしは事件や有事などでNNN特番をネットする必要があると判断した場合は急遽当該時間帯のニュースをネット受けする場合がある。
- 2004年10月23日新潟県中越地震の時にはオープニングで状況を放送し、「この後はNNNニュースプラス1特報をお送りします」というテロップの後に『ニュースプラス1』を放送した。
- 2006年3月21日にワールド・ベースボール・クラシックで日本が優勝を果たしたときには、17:25から『NNNニュースプラス1』をネット（元から番組の放送予定は無かった）。『ニュースプラス1』は同年3月に終了したため、同番組の関東ローカル枠のネットはこれが最初で最後となった。

＜追記＞基本的に祝日に特番などを放送した後、17:25以降の枠に全国ニュース番組を入れずにこの『熱血テレビ』の短縮版を入れるが、番組の放送が無い時には30分番組の再放送などで繋いでいる。
- 2006年8月28日に周南市の徳山工業高等専門学校で発生した山口女子高専生殺害事件では、全国に情報を配信するため、16:53 - 17:25頃までを『リアルタイム特報』として同時ネットし、その後の25分間は内容を変更して放送した。
- 2006年9月26日にはNNN緊急報道特番 新首相組閣をネットしたため、『熱血テレビ』は17:20からの30分短縮版となった。
- 2011年3月11日には、東日本大震災発生に伴うNNN緊急報道特番ネットのために番組休止。また、14日から18日・21日にも引き続き特別番組、あるいは『news every.緊急拡大版』ネットに伴い休止した。22日に再開したが、以降の『スクープアップやまぐち』に関してはスタート時間を18:36まで繰り下げた。
- 2013年5月30日には自社制作番組『ふたりの桃源郷 〜ある家族、23年の記録〜』を放送したため、17:15分からの38分短縮版となった。
- 2013年10月29日から31日には日本シリーズを放送したため、15:50から16:53の放送となった。
- 2014年6月9日よりnews every.で2014 FIFAワールドカップ情報を入れるため、放送終了を17:43に繰り上げる。
- 2014年8月20日は「平成26年8月豪雨」による広島市の土砂災害報道のため、「news every.第2部」（16:53-17:53）を同時ネット。
- 2015年3月11日は東日本大震災関連報道のため、「news every.」を18:15まで通しでネット。
- 2015年9月11日は「平成27年9月関東・東北豪雨」による関東・東北豪雨報道のため、当番組は16:50までの5分短縮版（「暮らしにクリック」のコーナーのみ）となり、「news every.第1部」（16:50 - 17:53）を同時ネット。
- 2016年12月15日はおひざ元の山口県長門市において、安倍晋三内閣総理大臣とウラジーミル・プーチンロシア連邦大統領による日露首脳会談報道のため、「news every.第2部」（16:53-17:48）を同時ネット。
- 2020年8月28日は安倍晋三総裁の総理大臣辞任会見中継を含むNNN報道特別番組としての『news every.・第2部』臨時ネットのため急遽休止。当初は新型コロナウイルス対策の新たな国の方針を説明するための会見の予定だったため、通常通り『熱血テレビ』を放送予定であったが、同日午後2時すぎ（当時KRYテレビでは『情報ライブ ミヤネ屋』〈読売テレビ制作〉を放送中だった）に辞任の意向を固めた旨の速報が入り、17時開始の会見の中継を決めたことによる。
- 2022年7月8日は奈良県で発生した安倍晋三銃撃事件を受け、NNN報道特別番組としての『news every.・第2部』臨時ネットのため急遽休止。当日は他にも『ヒルナンデス!』が開始直後にNNN緊急報道特別番組に切り替わり強制打ち切り終了となったほか、『情報ライブ ミヤネ屋』〈読売テレビ制作〉、『news every.・第1部』も内容を全面変更した。その後17時47分に死去の報道が流れたため、『KRYニュースライブ』も大幅に内容を変更したほか、19時以降も『クイズ!あなたは小学5年生より賢いの?2時間スペシャル』『金曜ロードショー』が中止となり『NNN news every.特別版』（19時 - 20時54分）、『news zero特別版』（21時 - 23時24分）がそれぞれ放送された。

- ボートレース中継がある日には16:54または16:55に開始することが多い。
- 上記以外にも、プロ野球開幕戦やその他の特別編成によって放送時間の短縮もしくは休止をすることがある。

- 2020年代以降はこれまでの年末年始だけでなく、大型連休期間中も休止するようになった。
  - 2020年5月4日 - 6日はゴールデンウィーク期間では初の連続休止となる。これは新型コロナウイルス感染拡大防止の観点から行われるものであることと緊急事態宣言の期間延長などが関連し、期間中は『news every.』の同時ネットに切り替わる。
  - 2022年は5月3日 - 5日。期間中は『ヒューマングルメンタリー オモウマい店』の再放送に切り替わる。